# カタルーニャ工科大学
カタルーニャ工科大学（カタルーニャこうかだいがく、カタルーニャ語: Universitat Politècnica de Catalunya: 発音 [uniβərsiˈtat puɫiˈtɛŋnikə ðə kətəˈɫuɲə]、スペイン語: Universidad Politécnica de Cataluña、略称UPC）とは、スペインのバルセロナに所在する大学。カタルーニャ州最大規模の工科大学である。工学のほかに数学や建築学などの学科も有する。

## 特徴
ヨーロッパの主要な工科大学で構成されるT.I.M.E.に加盟しており、加盟大学間で学生交流を行っている。さらにはCESAER協会、UNITECH、ビベス大学ネットワークにも加盟している。アメリカ国外で.eduドメインを持つ数少ない大学のひとつである。

## 歴史
19世紀に設立された工科学校と建築学校が合併することで、1971年3月にバルセロナ工科大学（英：Universitat Politècnica de Barcelona）として設立された。2007年時点でカタルーニャ州に25のキャンパスがあり、バルセロナ、カステイダフェルス、マンレザ、サン・クガ・ダル・バリェス、タラサ、イグアラダ、ビラノバ・イ・ラ・ジャルトル、マタローなどに分散している。

## 学長

### バルセロナ工科大学(1971-1976)
- 1971年-1972年 ビクトル・デ・ブエン(Víctor de Buen)
- 1972年-1976年 ガブリエル・ファラテー・パスクアル（スペイン語版）

### カタルーニャ工科大学(1976-)
- 1976年-1978年 フリアン・フェルナンデス・ファレー(Julián Fernández Ferrer)
- 1978年-1994年 ガブリエル・ファラテー・パスクアル（スペイン語版）
- 1994年-2002年 ジャウマ・パジェス・イ・フィータ（スペイン語版）
- 2002年-2006年 ジュゼップ・ファレー・リョップ(Josep Ferrer Llop)
- 2006年-2013年 アントニ・ジロー・ロカAntoni Giró Roca
- 2013年-2017年[4]- アンリク・フッサス・クレット(Enric Fossas Colet)
- 2017年- Francesc Torres

出典 : 公式サイト